# ناحیه بروک ان در مور
ناحیه بروک ان در مور (به آلمانی: Bruck an der Mur District) یک شهرستان در اتریش است که در اشتایرمارک واقع شده‌است. ناحیه بروک ان در مور ۶۴٬۹۹۱ نفر جمعیت دارد.